# Елена Поповска
Елена Поповска (6 січня 1990) — північномакедонська плавчиня.
Учасниця Олімпійських Ігор 2008 року.